# Napoli contro tutti
Napoli contro tutti era un programma televisivo di varietà trasmesso nel 1964 sul programma nazionale, abbinato alla Lotteria di Capodanno e condotto da Nino Taranto, Françoise Prevost e Nadia Gray. Gli autori erano Aldo Bruno e Dino Verde, la regia era di Piero Turchetti mentre l'orchestra era diretta da Gianni Ferrio.

## Il programma
Il programma presentava la tradizionale gara di canzoni di fine anno; a differenza di Canzonissima, dove c'era una gara individuale tra cantanti, questa trasmissione presentava una gara tra la città di Napoli ed altre città, anche estere.
In ogni puntata si confrontavano quattro canzoni napoletane e altrettanti brani musicali delle altre città in gara, che erano sottoposte alla votazione del pubblico. In finale arrivarono sei canzoni, tre in rappresentanza di Napoli e tre in rappresentanza di altre città (Milano, Mosca e Madrid). Alla fine vinse la canzone O sole mio eseguita da Claudio Villa, che sostituì all'ultimo momento il tenore Mario Del Monaco, assente per malattia. Villa superò Gigliola Cinquetti (in gara per Milano con Non ho l'età) e il sovietico Anatolio Solovianenko, che cantò Serate a Mosca.
|                                 |                                      |                                      |
| 1ª puntata (30 settembre)       | NAPOLI CONTRO PARIGI                 |                                      |
| O paese d’o sole                | Mario Del Monaco                     | 126.800                              |
| Duje paravise                   | Nino Taranto                         | 31.127                               |
| Funiculì funiculà               | Tullio Pane                          | 30.661                               |
| Ninì Tirabusciò                 | Renata Mauro                         | 11.229                               |
|                                 |                                      |                                      |
| La vie en rose                  | Jacqueline François                  | 27.342                               |
| Les feuilles mortes             | Nana Mouskouri                       | 18.447                               |
| A Paris                         | Jocelyne Jocya                       | 10.902                               |
| C'est si bob                    | Christian Juin                       | 4.166                                |
|                                 |                                      |                                      |
| 2ª puntata (7 ottobre)          | NAPOLI CONTRO MADRID                 |                                      |
| Marechiaro                      | Tullio Pane                          | 106.862                              |
| Core 'ngrato                    | Franco Cotogno                       | 96.538                               |
| Canzone appassiunata            | Sergio Bruni                         | 42.425                               |
| A cammesella                    | Arnoldo Foà                          | 16.430                               |
|                                 |                                      |                                      |
| La violetera                    | Encarnita Polo                       | 27.459                               |
| Andalusia                       | Paco Michel                          | 22.808                               |
| Dimelo en septiembre            | Maria Cuadra                         | 12.100                               |
| El relicario                    | Lta Torello                          | 9.413                                |
|                                 |                                      |                                      |
| 3ª puntata (14 ottobre)         | NAPOLI CONTRO BERLINO                |                                      |
| O sole mio                      | Mario Del Monaco                     | 285.948                              |
| Luna rossa                      | Robertino                            | 76.386                               |
| Scapriccialtello                | Aurelio Fierro                       | 46.234                               |
| Lariulà                         | Maria Paris                          | 11.922                               |
|                                 |                                      |                                      |
| Lilì Marlene                    | Catherine Spaak                      | 34.280                               |
| Liebelei                        | Ingrid Schoeller                     | 18.236                               |
| Da te era bello restar          | Helga Nary                           | 8.050                                |
| Oho-Aha!                        | Helene Sedlak                        | 3.314                                |
|                                 |                                      |                                      |
| 4ª puntata (21 ottobre)         | NAPOLI CONTRO NEW YORK               | NAPOLI CONTRO NEW YORK               |
| Dicitencello vuje               | Alessandro Galluzzi                  | 76.693                               |
| Scalinatella                    | Sergio Bruni                         | 47.093                               |
| Tarantella Internazionale       | Aurelio Fierro                       | 45.285                               |
| Core forastiero                 | Nino Taranto                         | 37.017                               |
|                                 |                                      |                                      |
| Love is a many splendored thing | Neil Sedaka                          | 75.136                               |
| Stardust                        | Jackie Trent                         | 70.378                               |
| Beguin The Beguine              | Virginia Vee                         | 13.048                               |
| Broadway Rhytm                  | Neil Sedaka                          | 2.702                                |
|                                 |                                      |                                      |
| 5ª puntata (28 ottobre)         | NAPOLI CONTRO VIENNA                 |                                      |
| Anema 'e core                   | Gigliola Cinquetti                   | 137.430                              |
| Voce 'e notte                   | Mario Del Monaco                     | 121.687                              |
| Guapparia                       | Michele Accidenti                    | 38.223                               |
| A frangesa                      | Maria Paris                          | 18.813                               |
|                                 |                                      |                                      |
| Sul bel Danubio Blu             | Helene Sedlak                        | 103.381                              |
| Storielle del bosco viennese    | Annalise Hueckl                      | 17.901                               |
| Vienna Vienna                   | Erica Vaal                           | 13.690                               |
| Warum                           | Udo Jurgens                          | 9.639                                |
|                                 |                                      |                                      |
| 6ª puntata (4 novembre)         | NAPOLI CONTRO MILANO                 |                                      |
| Munasterio ' e Santa Chiara     | Mario Abbate                         | 98.455                               |
| Silenzio cantatore              | Alessandro Galluzi                   | 43.824                               |
| E spingule frangese             | Nino Taranto                         | 29.919                               |
| Pusilleco addiruso              | Gloria Christian                     | 4.093                                |
|                                 |                                      |                                      |
| Non ho l'età                    | Gigliola Cinquetti                   | 136.710                              |
| Arrivederci Roma                | Renato Rascel                        | 111.824                              |
| Nel blu dipinto di blu          | Domenico Modugno                     | 52.373                               |
| Bambina innamorata              | Fred Bongusto                        | 29.722                               |
|                                 |                                      |                                      |
| 7ª puntata (11 novembre)        | NAPOLI CONTRO LONDRA                 |                                      |
| O marinariello                  | Mario Trevi                          | 66.167                               |
| Sciummo                         | Nunzio Gallo                         | 41.750                               |
| O zampugnaro 'nnamurato         | Tullio Pane                          | 30.576                               |
| Nun me scetà                    | Lucia Altieri                        | 23.850                               |
|                                 |                                      |                                      |
| Valzer delle candele            | Lydia McDonald                       | 84.534                               |
| I love the little things        | Matt Monro                           | 7.505                                |
| Tipperary                       | The Mersybeats                       | 6.184                                |
| Lambeth Walk                    | Le Bluebell                          | 1.353                                |
|                                 |                                      |                                      |
| 8ª puntata (18 novembre)        | NAPOLI CONTRO MOSCA                  |                                      |
| Torna a Surriento               | Franco Cotogno                       | 148.359                              |
| O surdato 'nnamurato            | Quartetto Cetra                      | 46.733                               |
| Chiove                          | Fred Bongusto                        | 20.466                               |
| Lilì Kangì                      | Gloria Christian                     | 10.627                               |
|                                 |                                      |                                      |
| Serate a Mosca                  | Anatolio Solovianenko                | 51.975                               |
| Scorre il Volga                 | Vladimir Atlantov                    | 30.930                               |
| Aj Liulì                        | Tamara Mienzarova                    | 26.196                               |
| La canzone dell'amico           | Vladimir Weiman                      | 5.310                                |
|                                 |                                      |                                      |
| 9ª puntata (25 novembre)        | NAPOLI CONTRO RIO                    |                                      |
| Na sera 'e maggio               | Mina                                 | 135.077                              |
| Vurria                          | Nunzio Gallo                         | 134.336                              |
| I te vurria vasà                | Luciano Lualdi                       | 122.730                              |
| Passione                        | Mina                                 | 68.298                               |
|                                 |                                      |                                      |
| Brazil                          | Norma Benguel                        | 47.765                               |
| Tico Tico                       | Marina Moran                         | 22.943                               |
| Bahia                           | Odette Lara                          | 9.887                                |
| Desafinado                      | Norma Benguel                        | 7.387                                |
|                                 |                                      |                                      |
| 10ª puntata (2 dicembre)        | NAPOLI CONTRO BERLINO/MADRID/PARIGI  | NAPOLI CONTRO BERLINO/MADRID/PARIGI  |
| O sole mio                      | Mario Del Monaco                     | 384.801                              |
| O paese d'o sole                | Mario Del Monaco                     | 132.127                              |
| Marechiaro                      | Tullio Pane                          | 59.497                               |
|                                 |                                      |                                      |
| La violetera                    | Encarnita Polo                       | 38.524                               |
| Lilì Marlene                    | Ingrid Schoeller                     | 36.642                               |
| La vie en rose                  | Jacqueline François                  | 31.211                               |
|                                 |                                      |                                      |
| 11ª puntata (9 dicembre)        | NAPOLI CONTRO NEW YORK/MILANO/VIENNA | NAPOLI CONTRO NEW YORK/MILANO/VIENNA |
| Anema 'e core                   | Gigliola Cinquetti                   | 203.459                              |
| Munasterio 'e Santa Chiara      | Mario Abbate                         | 101.177                              |
| Dicitencello vuje               | Alessandro Galluzzi                  | 39.423                               |
|                                 |                                      |                                      |
| Non ho l'età                    | Gigliola Cinquetti                   | 159.131                              |
| Il bel Danubio blu              | Helene Sedlack                       | 64.695                               |
| Love is a may splendored thing  | Neil Sedaka                          | 58.946                               |
|                                 |                                      |                                      |
| 12ª puntata (16 dicembre)       | NAPOLI CONTRO LONDRA/MOSCA/RIO       | NAPOLI CONTRO LONDRA/MOSCA/RIO       |
| Torna a Surriento               | Claudio Villa                        | 171.665                              |
| Na sera 'e maggio               | Mina                                 | 113.256                              |
| O marinariello                  | Mario Trevi                          | 75.115                               |
|                                 |                                      |                                      |
| Serate a Mosca                  | Anatolio Solovianenko                | 68.645                               |
| Valzer delle candele            | Lydia McDonald                       | 53.645                               |
| Brazil                          | Norma Benguel                        | 21.158                               |
|                                 |                                      |                                      |
| 13ª puntata (23 dicembre)       | PRESENTAZIONE SEI CANZONI FINALISTE  | PRESENTAZIONE SEI CANZONI FINALISTE  |
| Anima ' e core                  | Gigliola Cinquetti                   |                                      |
| La violetera                    | Encarnita Polo                       |                                      |
| O sole mio                      | Mario Del Monaco                     |                                      |
| Non ho l'età                    | Gigliola Cinquetti                   |                                      |
| Serate a Mosca                  | Anatolio Solovianenko                |                                      |
| Torna a Surriento               | Claudio Villa                        |                                      |
|                                 |                                      |                                      |
| 14ª puntata (6 gennaio)         | FINALE                               |                                      |
|                                 |                                      |                                      |
| 1) 'O sole mio                  | Claudio Villa                        | 40.808                               |
| 2) Non ho l'età                 | Gigliola Cinquetti                   | 15.065                               |
| 3) Serate a Mosca               | Anatolio Solovianenko                | 14.833                               |
| 4) Anema 'e core                | Gigliola Cinquetti                   | 14.125                               |
| 5) Torna a Surriento            | Claudio Villa                        | 13.283                               |
| 6) La violetera                 | Encarnita Polo                       | 10.283                               |

## Classifica finale
- Primo posto: O sole mio, cantata da Claudio Villa
- Secondo posto: Non ho l'età, cantata da Gigliola Cinquetti
- Terzo posto: Serate a Mosca, cantata da Anatolio Solovianenko
- Quarto posto: Anema e core, cantata da Gigliola Cinquetti
- Quinto posto: Torna a Surriento, cantata da Claudio Villa
- Sesto posto: La violetera, cantata da Encarnita Polo